# HK Jedinstvo
HK Jedinstvo is een Kroatische hockeyclub uit de hoofdstad Zagreb. De club werd in 1948 opgericht en behoort tot de succesvolste hockeyclubs van Kroatië.
Jedinstvo nam in 1978 deel aan het Europacup I-toernooi. Daar eindigde de club van de 12 deelnemers op de 10de plaats.

## Erelijst
- Landskampioen heren: 1950, 1951, 1952, 1953, 1954, 1955, 1957, 1959, 1961, 1962, 1963, 1964, 1965, 1969, 1970, 1977, 1980, 1993, 2000
- Zaalhockeykampioen heren: 1965, 1968, 1970, 1994, 1997, 2003, 2009
- Bekerwinnaar heren: 1983, 1986, 1994, 2007, 2009
- Zaalhockeybeker heren: 1993, 2001, 2004, 2006, 2008